# روان‌شناسی یادگیری
روان‌شناسی یادگیری یک علم نظری است که نظریه‌های مختلف روان‌شناسی مرتبط با یادگیری را پوشش می‌دهد. در طول تاریخ، بسیاری از نظریه‌های یادگیری روان‌شناسی وجود داشته‌است. برخی رویکرد رفتارگرایانه‌تری دارند که بر ورودی‌های رفتاری و شرطی‌سازی‌ها تمرکز دارد. سایر رویکردها، مانند نظریه‌های مرتبط با علوم اعصاب و شناخت اجتماعی، بیشتر بر سازمان و ساختار مغز برای تعریف یادگیری تمرکز می‌کنند. برخی از رویکردهای روان‌شناسی، مانند رساخت‌گرایی اجتماعی، بیشتر بر تعامل فرد با محیط و دیگران تمرکز می‌کنند. نظریه‌های دیگر، مانند نظریه‌های مرتبط با انگیزش و ذهنیت رشد بیشتر بر روی فرد تمرکز می‌کنند.
روان‌شناسی یادگیری امروزه بسیار کاربردی است. در سال‌های اخیر تحقیقات گسترده‌ای صورت گرفته‌است که به دقت به نحوه یادگیری دانش‌آموزان در داخل و خارج از کلاس درس می‌پردازد. سپس از این اطلاعات برای ارائه رویکردهای جدید و همکاری بیشتر در مورد تکالیف، آزمون‌ها و توانایی دانش آموز برای یادگیری استفاده می‌شود. نظریه‌های مرتبط با روان‌شناسی یادگیری نیز می‌توانند به توضیح و بهبود عملکرد، انگیزه و سرمایه‌گذاری در یادگیری دانش‌آموز کمک کنند.